# Cannibal (album)
Cannibal är den amerikanska sångerskan Keshas första EP-skiva, som utgavs 19 november 2010. Skivan följer Keshas debutalbum Animal. Kesha arbetade med producenter och låtskrivare som Dr. Luke, Benny Blanco, Ammo, Max Martin samt Bangladesh.

## Bakgrund
EP:n klassas som en "niolåtskompanjon" till Animal." Cannibal var först menad att innehålla mellan fyra och åtta låtar. Resultatet består av åtta nya låtar och en remix av debutalbumets titellåt.
Kesha började spela in albumet i september 2010 på Conway Studios med Dr. Luke som exekutiv producent. Som på debutalbumet arbetade hon med producenter och låtskrivare som Luke, Ammo, Benny Blanco och Max Martin. Kesha arbetade även med producenten Bangladesh för att hon ville "lägga till en tuffare sida på musiken". Albumet spelades in på två veckor och hon ville skapa "bra, positiv [och dansbar] musik". Hon sa, "Det känns som att jag förhoppningsvis gör en väldigt ungdomlig och ovördnadsfull musik till ungar i tonåren. Det känns som att föräldrar inte förstår, men att ungarna gör det. Och de förtjänar bättre, positivare musik."

## Komposition
Musikalt sett är låtarna på Cannibal av genren danspop och de innehar element av electro och electropop i dess produktion och beats. Genom albumet framstår användandet av Auto-Tune och vocoders. Titellåten, "Cannibal", använder dansdrivna syntar. I låten sjunger Kesha om tendenser att äta män och hon nämner även seriemördaren Jeffrey Dahmer. "Blow" visar en mörkare sida av Kesha med textrader som: "We get what we want/ We do what you don't." Låten är en dominant electrolåt med syntar. Röstmässigt joddlar Kesha vid vissa tillfällen, vilket är kombinerat med Auto-Tune.
I "Sleazy" ändrar Kesha sin vanliga "prat-sångstil" till rappande. Hon rappar över en dånande basgång och pratar om rika män som stöter på henne och försöker köpa hennes uppmärksamhet. Låten har jämförts med flera låtar, bland annat; "skrytet" ur Gwen Stefanis "Hollaback Girl", "attityden" ur Jennifer Lopez "Love Don't Cost a Thing" och "en nypa" av Lil Waynes "Milli". "The Harold Song" har blivit kallad albumets powerballad som visar en mer sårbar sida av Kesha.

## Singlar
"We R Who We R" utgavs som albumets första singeln den 22 oktober 2010. Kesha sade att hon blev påverkad av tonårssjälvmord och särskilt av Tyler Clementi som begick självmord när han blev outad som homosexuell av sin rumskompis. Hon sa, "Jag blev verkligen påverkad av de där självmorden eftersom jag själv har varit ett hatobjekt. Jag har ingen aning om hur de här ungarna kände. Vad jag går igenom är ingenting jämfört med vad de behövde gå igenom. Kom bara ihåg att saker och ting faktiskt blir bättre och man måste hylla vem man är." Hon hoppades också att låten skulle bli en hymn för "konstiga personer" och sa, "Varje udda egenskap man har är vacker och gör livet intressant. Förhoppningsvis fångar låten verkligen känslan att vilja hylla vem man är." "We R Who We R" debuterade som nummer ett på Billboard Hot 100 med 280 000 nedladdningar. Låten blev då den sjuttonde låten i listans historia att debuterade som nummer ett. Låten nådde även nummer ett i Australien och nummer två i Kanada.

### Promosinglar
"Sleazy" släpptes på iTunes den 29 oktober 2010 som en del i nedräkningen till Cannibal. Titellåten, "Cannibal", utgavs den 5 november 2010. Den 12 november 2010 utgavs "Blow" som den sista singeln i nedräkningen.

## Låtlista
| Nr | Titel                    | Kompositör                                                  | Producent(er)                                  | Längd |
| -- | ------------------------ | ----------------------------------------------------------- | ---------------------------------------------- | ----- |
| 1. | Cannibal                 | Kesha Sebert, Joshua Coleman, Mathieu Jomphe, Pebe Sebert   | Ammo, Billboard                                | 3:14  |
| 2. | We R Who We R            | K. Sebert, Lukasz Gottwald, Benjamin Levin, Coleman         | Dr. Luke, Benny Blanco, Ammo                   | 3:24  |
| 3. | Sleazy                   | K. Sebert, Gottwald, Levin, Shondrae Crawford, Klas Åhlund  | Dr. Luke, Benny Blanco, Bangladesh             | 3:25  |
| 4. | Blow                     | K. Sebert, Gottwald, Levin, Åhlund, Max Martin, Allan Grigg | Dr. Luke, Benny Blanco, Max Martin, Kool Kojak | 3:40  |
| 5. | The Harold Song          | K. Sebert, Coleman                                          | Ammo                                           | 3:58  |
| 6. | Crazy Beautiful Life     | K. Sebert, Gottwald, Martin, Pebe Sebert                    | Dr. Luke                                       | 2:50  |
| 7. | Grow a Pear              | K. Sebert, Gottwald, Levin, Martin                          | Dr. Luke, Benny Blanco, Max Martin             | 3:28  |
| 8. | C U Next Tuesday         | K. Sebert, David Gamson, Marc Nelkin                        | David Gamson                                   | 3:45  |
| 9. | Animal (Billboard Remix) | K. Sebert, Gottwald, Greg Kurstin, P. Sebert                | Billboard                                      | 4:15  |

## Topplistor
| Topplista (2010)  | Högsta position |
| ----------------- | --------------- |
| Grekland[A]       | 67              |
| Kanada            | 14              |
| Nya Zeeland[A]    | 34              |
| USA Billboard 200 | 15              |
| Österrike[A]      | 67              |

- A^  I vissa länder gick Cannibal in på listor tillsammans med Animal under titeln Animal + Cannibal.

## Utgivningshistorik
| Land        | Datum            | Skivbolag                |
| ----------- | ---------------- | ------------------------ |
| Australien  | 19 november 2010 | Sony Music Entertainment |
| Tyskland    | 19 november 2010 | Sony Music Entertainment |
| Nya Zeeland | 22 november 2010 | Sony Music Entertainment |
| USA         | 22 november 2010 | RCA Records              |
| Kanada      | 22 november 2010 | RCA Records              |